# Mutant Moments
Mutant Moments (с англ. — «Мутантские мгновения») — дебютный мини-альбом британского синти-поп дуэта Soft Cell, выпущенный в 1980 году.

## Об альбоме
Ранний репертуар Soft Cell в большей степени состоял из экспериментальных композиций и песен, являвшихся сатирой на общество Британии конца 70-х. Будучи студентами политехнического университета Лидса, который в то время славился авангардным упором в факультетах искусства, Алмонд и Болл также устраивали перформансы и ставили видео проекции на своих выступлениях.
Mutant Moments стал первым полноценным релизом Soft Cell и был выпущен собственными силами дуэта. Треки были записаны в небольшой музыкальной студии университета Лидса. Были выбраны четыре песни: «L.O.V.E. Feelings», «Frustration» (разительно отличающаяся от версии на Non-Stop Erotic Cabaret), «Potential» и «Metro MRX» (последние две целиком за авторством Болла). Название мини-альбома было навеяно известной песней «Magic Moments» (рус. «Волшебные мгновения»). Визуальное оформление пластинки выполнил Болл, занимавшийся изобразительным искусством в университете. Для выпуска группа также создала собственный лэйбл A Big Frock Rekord, а финансировано все было на деньги, занятые у матери Болла, в размере 400 £.
Изначально альбом планировалось выпустить тиражом 1000 копий и начать распространять на фестивале Futurama II в Лидсе, где группа выступала 13 сентября. Но выпуск был задержан до октября, а количество копий увеличили до 2000. Однако на фестивале Болл сумел встретить Джона Пила, известного радиоведущего Би-би-си, и передать ему тестовую копию альбома. В итоге одна из песен, «Metro MRX», прорвалась в радио эфир, а позже пластинка попала в поле зрение Стиво Пирса, будущего менеджера Soft Cell и основателя лейбла Some Bizzare.
В 2020 году было анонсировано первое официальное переиздание Mutant Moments к 40-летию с года выхода, в виде ремастеров на 10" формате и прозрачном виниле, тиражом 1000 штук. Изначально его планировалось выпустить в день музыкального магазина, в апреле, но из-за пандемии COVID-19 было принято решение распространять его на официальном сайте Soft Cell, с предзаказом, и позже в других магазинах грамзаписи вне рамках перенесенного мероприятия.

## Список композиций
| №  | Название            | Длительность |
| -- | ------------------- | ------------ |
| 1. | «Potential»         | 3:26         |
| 2. | «L.O.V.E. Feelings» | 3:27         |

| №  | Название      | Длительность |
| -- | ------------- | ------------ |
| 1. | «Metro MRX»   | 2:12         |
| 2. | «Frustration» | 3:37         |

## Участники записи
- Марк Алмонд — вокал, перкуссия
- Дэйв Болл — синтезаторы, перкуссия, бэк-вокал

На конверте пластинки также указан Стивен Гриффит, как ответственный за визуальную часть, — он был изначально третьим участником группы, отвечавшим за видео проекции на ранних живых выступлениях и выполнял другие обязанности сценического инженера, но в записи песен не принимал никакого участия.

## Magick Mutants
В 2019 году был выпущен мини-альбом Magick Mutants, задуманный как продолжение Mutant Moments. Он содержит другие три ранние песни дуэта, перезаписанные в 2018 году, и кавер на композицию «Back to Nature» Fad Gadget. Как и первый EP, он был выпущен ограниченным тиражом и оформлен Дэйвом Боллом.